# لیلی بن نعمان
لیلی بن نعمان یا لیلی بن شاهدوست، رهبر قبیله شاهنشاهوند و دومین پادشاه پادشاهی گیلک بود. او از اوایل سده دهم میلادی تا سال ۹۲۱ حکومت کرد. وی به مراتب بالایی در دربار علویان طبرستان دست یافت. او در سال ۹۲۱ در مقام فرماندهی لشکریان داعی صغیر به سرزمین‌های تحت فرمانروایی سامانیان حمله کرد و دامغان، نیشابور و مرو را فتح نمود. او سرانجام توسط ارتش سامانی به رهبری ابوالفضل بلعمی و سیمجور دواتی شکست خورد و کشته شد. هروسندان، که یک گیلکی از قبیله‌ای دیگر بود، جانشین او شد.لیلی اولین دیلمی بود که از دستگاه علویان برخاست و سر به شورش نهاد. او در 308 هجری 920 میلادی در طوس از لشکر سامانیان شکست خورده و سر او به خلیفه تحویل داد.